# Parasitengona
Clade
Les Parasitengona forment un hypo-ordre d'acariens de l'ordre des Trombidiformes, du sous-ordre des Prostigmata et de la cohorte des Anystina.

## Super-familles
Allotanaupodoidea - 
Amphotrombioidea - 
Arrenuroidea - 
Calyptostomatoidea - 
Chyzerioidea - 
Erythraeoidea -
Eylaoidea - 
Hydrachnoidea - 
Hydrovolzioidea - 
Hydryphantoidea - 
Hygrobatoidea - 
Lebertioidea - 
Stygothrombidioidea -
Tanaupodoidea - 
Trombiculoidea - 
Trombidioidea - 
Yurebilloidea